# Faris Haroun
Faris Haroun (* 22. September 1985 in Brüssel) ist ein ehemaliger belgischer Fußballspieler und aktueller -trainer. Der Mittelfeldspieler stand in insgesamt 461 Ligapartien auf dem Feld, davon 396 in seiner Heimat Belgien und 65 in England. Als Trainer ist er aktuell Talent Manager bei Royal Antwerpen.

## Spielerkarriere

### Verein
Faris Haroun begann seine Karriere als Jugendspieler bei kleineren Vereinen in und um Brüssel. Schließlich wechselte er 2003 in die Jugendabteilung des KRC Genk, wo auch kurze Zeit später seine Profikarriere begann. 2008 wechselte er zu Germinal Beerschot. Mit seinen dortigen Leistungen zog er die Aufmerksamkeit des damaligen Zweitligaklub FC Middlesbrough auf sich. Dort spielte er bis Januar 2014 und wechselte er anschließend zum FC Blackpool. In Blackpool wurde er aber nicht glücklich, sein Vertrag lief schon im Juni wieder aus. Nach ein paar Monaten ohne Verein schloss er sich schließlich im November Cercle Brügge an. Im Januar 2017 wechselte er für eine Ablösesumme von etwa 300.000 Euro zu Royal Antwerpen und erhielt einen Vertrag bis 2021.
In Antwerpen stieg der Routinier zum Kapitän seiner Mannschaft auf. In der Saison 2021/22 bestritt er 17 von 40 möglichen Ligaspielen und ein Qualifikationsspiel zur Europa League für Antwerpen. Anfang Juli 2022 wurde sein Vertrag um eine Saison bis Sommer 2023 verlängert. In der Saison 2022/23 wurde er allerdings durch Verletzungen ausgebremst und kam nur zu zwei Kurzeinsätzen in der Liga. Auch nach seiner Genesung wurde er nicht wieder eingesetzt. Antwerpen beendete die Saison als belgischer Meister und Pokalsieger, wobei Haron im Pokal nicht eingesetzt wurden war. Nach Ende der Saison beendete Haroun seine aktive Karriere.

### Nationalmannschaft
Insgesamt bestritt Haroun sechs Länderspiele für die belgische Fußballnationalmannschaft und hatte 22 Einsätze für die U-21. Mit der U-21 nahm er an der Europameisterschaft 2007 teil und erreichte das Halbfinale, zuvor hatte er 2004 mit der U-19 bei der Endrunde der U-19-Europameisterschaft gespielt. Mit der Olympiaauswahl nahm er an den Olympischen Spielen 2008 teil und erreichte den 4. Platz, nachdem das Spiel um Platz 3 gegen Brasilien mit 0:3 verloren gegangen war.

## Trainerkarriere
Bereits während seiner aktiven Laufbahn nahm Haroun an Trainerlehrgängen teil. Nach seinem aktiven Karriereende stieß er zur Saison 2023/24 in das Trainerteam der U-23 und U-18 von Royal Antwerpen. Im August 2023 wurde er zum Cheftrainer der U-23 ernannt, nachdem deren Trainer Gill Swerts ein Angebot als Trainer der belgischen U-21-Nationalmannschaft angenommen hatte. In der drittklassigen 1. Division Amateure erreichte er in seiner Premierensaison mit der Mannschaft den zwölften Tabellenplatz. Nach der Saison wurde bekanntgegeben, dass er in der folgenden Saison 2024/25 nicht mehr als Trainer der Mannschaft aktiv sein würde. Stattdessen übernahm er die Aufgabe eines Talent Managers, der den Übergang von Nachwuchsspielern in die erste Mannschaft erleichtern soll.

## Familie
Sein jüngerer Bruder Nadjim (* 10. Juni 1988) war ebenfalls zeitweise Profifußballer (u. a. KVK Tienen, Beerschot AC) und international für die Nationalmannschaft des Tschad (4 A-Länderspiele/1 Tor) aktiv.

## Erfolge
- Belgischer Meister: 2022/23
- Belgischer Pokalsieger: 2019/20, (2022/23, ohne Einsatz) (Royal Antwerpen)